# Ptilorrhoa
Ptilorrhoa (juweelbabbelaars) is een geslacht van zangvogels uit de familie Cinclosomatidae.

## Soorten
Het geslacht kent de volgende soorten:
- Ptilorrhoa caerulescens  – Blauwe juweelbabbelaar
- Ptilorrhoa castanonota  – Bonte juweelbabbelaar
- Ptilorrhoa geislerorum  – Bruinkapjuweelbabbelaar
- Ptilorrhoa leucosticta  – Bergjuweelbabbelaar